# Tanytarsus aquavolans
Tanytarsus aquavolans är en tvåvingeart som beskrevs av Butler 2000. Tanytarsus aquavolans ingår i släktet Tanytarsus och familjen fjädermyggor. Inga underarter finns listade i Catalogue of Life.